# Eleutherodactylus maculosus
Eleutherodactylus maculosus (tên tiếng Anh: Rana De Ingles Negras Y Blancas) là một loài ếch trong họ Leptodactylidae. Chúng là loài đặc hữu của Colombia.
Môi trường sống tự nhiên của nó là các khu rừng vùng núi ẩm nhiệt đới hoặc cận nhiệt đới. Loài này đang bị đe dọa do mất môi trường sống.